# Инфинитив в немецком языке
Инфинити́в в неме́цком языке́ — это особая форма немецкого глагола (наряду с претеритом и вторым причастием), которая выражает действие или состояние обобщённо без отнесения его к тому лицу, которое это действие выполняет, то есть «в виде абстракции» (по И. Польдауфу). Имеет два вида — Infinitiv I и Infinitiv II.

## История инфинитива
В древневерхненемецком языке инфинитив, также как и в современном немецком языке, выступал как «основная форма» глагола и использовался довольно часто в сочетании со спрягаемыми формами других глаголов, например:
Er fragen gistount — Он начал расспрашивать.
Quam thô wîb fon Samariu sceffen wazzar — Пришла женщина из Самарии набрать воды.
Однако инфинитив настолько ещё сохранял в то время свою именную природу, что мог спрягаться, получая при этом личное окончание, которое было сходно с падежными окончаниями существительных. В письменных памятниках древневерхненемецкого периода можно найти форму родового падежа инфинитива — nemannes, weinônnes, rouhhennes, например:
In thero zîti thes rouhhennes — В то время, когда бросали.
Также и в средневерхненемецком языке:
Was ouch ezzens ziti — Было время приема пищи.
Также в письменных памятниках можно найти и форму дательного падежа: nemanne, weinônne, rouhhenne. Форма дательного падежа употреблялась обычно с предлогом, что также свидетельствовало об именном характере инфинитива, так как употребление предлога характерно для существительных. Особенно часто форма дательного падежа инфинитива употреблялась с предлогом zu в значении цели, например:
Giengut ir mit swerton inti mit zi fâhanne — Вы отправились с мечами и палками, чтобы схватить меня.

## Современное состояние инфинитива
В современном немецком языке инфинитив не сохранил способность к спряжению. Другое значение также получило употребление zu при инфинитиве. Сегодня zu при инфинитиве перестало выполнять роль предлога, утратило своё первоначальное лексическое значение и превратилась в часть формального характера, которая сопровождает инфинитив. Сходство инфинитива с отглагольным именами в современном немецком языке уменьшилось, но не исчезло. Связь инфинитива с именем проявляется в субстантивации инфинитива, которая происходит без добавления каких-либо аффиксов — через замену первой малой буквы заглавной, которая характерна для существительных, например:
kommen und gehen — das Kommen und Gehen.
Также основной чертой близости инфинитива к существительным является употребление инфинитива, а также инфинитивных оборотов в тех синтаксических функциях, которые особенно характерны для существительных — в функции подлежащего и дополнения, а также в функциях определения и обстоятельства.
В современной грамматике немецкого языка, по мнению Б. А. Абрамова, принято считать, что в системе форм немецкого глагола представлены шесть инфинитивов, а именно:
1. инфинитив I актива (Infinitiv I Aktiv): arbeiten, kommen, sprechen, lernen;
2. инфинитив II актива (Infinitiv II Aktiv): gearbeitet haben, gekommen sein;
3. инфинитив I пассива (Infinitiv I Passiv): gebaut werden;
4. инфинитив II пассива (Infinitiv II Passiv): gebaut worden sein;
5. инфинитив I состояния (Infinitiv I Stativ): gebaut sein, zerschnitten sein;
6. инфинитив II состояния (Infinitiv II Stativ): gebaut gewesen sein, zerschnitten gewesen sein.

Самой употребляемой формой инфинитива является первый инфинитив, который обычно называется «чистым». Инфинитив в немецком языке имеет то же управление, что и соответствующая форма личного глагола, например:
Er beschloß morgen am Referat zu arbeiten — Он решил завтра поработать над докладом.
В сравнении с презенсом: Er arbeitet am Referat — Он работает над докладом.
Инфинитив — это одна из трёх основных форм глагола, входящая в состав системы глаголов, так как он является составной частью глагольных форм (Futurum, Konditionalis). От основы инфинитива претерит большинства глаголов (за редким исключением) образуется без внутренних изменений: аблаута и умлаута. Точно так же второе причастие образуют слабые глаголы, присоединяя грамматические аффиксы ge- и -t.